# Tagning
En tagning är när man spelar in materialet man vill ha i en scen i en film, TV-program, reklamfilm eller musikvideo. Termen används även inom musikproduktion.

## Olika moment
Inom traditionell filmproduktion är det följande ordning som gäller när man genomför en tagning för att minimera användandet av film, som är väldigt dyrt, och säkerställa att alla är beredda på att det är nu det gäller:
- FAD (Regiassistent): "Tystnad, tagning"[1][2]
- FAD: "Kamera"[3] (vilket är signalen till ljudansvarig att sätta på inspelningen av ljudet) eller "Rullar"[2]
- Ljud: "Rullar" eller "Ljud går" (eller "Går!"[2][3])
- C-foto / Klappansvarig läser in klappan dvs säger vilken tagning det är så det finns på ljudspåret.
- C-foto / Klappansvarig håller upp klappan så att den syns i kameran
- Fotograf (eller b-foto): Startar kameran / inspelningen
- Fotograf (eller b-foto): Säger "klappa" när den ser klappan tydligt i kameran
- C-foto / Klappansvarig slår klappan och går undan
- Fotograf säger "set" eller "klar" när kameran har fokus och rätt utsnitt
- Regissör (kan även sägas av FAD): "börja" eller "varsågod och börja"[1] eller "Klappa!"[2]
- Alla gör det de skall framför och bakom kameran under tagningen.
- Regissör: "tack"[1] (kan även sägas av FAD och brukar alltid förstärkas av FAD så att alla är informerade om att man är klar)
- Om något går galet eller blir farligt, eller om man av någon annan anledning måste stoppa tagningen säger man "bryt".[2] Detta är det främst regissören som kan göra, men även andra avdelningar beroende på problemets art.

Eftersom filmen inte är film längre utan spelas in på minneskort så kan man låta kameran spela in mer. Det är dock till hjälp för hela teamet, inkluderat skådespelarna, om man har en tydlig ordning så att det inte råder förvirring om när man filmar och vad man skall göra. Själva tagningen börjar då regissören, eller FAD (First Assistant Director), ropar "börja" ("action" på engelska) och avslutas med att regissören ropar "tack" ("cut" på engelska).

## Olika regissörsstilar
Inom filmen är Orson Welles En djävulsk fälla och Martin Scorseses Maffiabröder berömda för sina öppningsscener som båda består av en enda lång tagning där kameran rör sig in och ut bland skådespelarna.
Den ryska filmen Den ryska arken är gjord i en 96 minuter lång tagning. Stanley Kubrick var en regissör som kunde göra extremt många tagningar av samma scen, och under filmningen av The Shining gjorde han det under en scen tills skådespelaren stod på bristningsgränsen och förtvivlat frågade vad Kubrick egentligen ville ha ut av honom.
Med hjälp av datoranimering är det nu möjligt att skapa scener som ser ut som de är gjorda i en tagning, men som i själva verket består av flera sammanjämkade tagningar. Ett exempel på det är öppningsscenen i Star Wars: Episod III – Mörkrets hämnd där man sammanfogat datorgrafik med filmade avsnitt av skådespelarna till en sömlös scen.